# باشگاه فوتبال کینگز لانگلی
باشگاه فوتبال کینگز لانگلی (به انگلیسی: Kings Langley Football Club) یک باشگاه فوتبال در شهر کینگز لانگلی، کشور انگلستان است که در سال ۱۸۸۶ میلادی تأسیس شده‌است.